# Dwergaaskevers
De dwergaaskevers (Agyrtidae) zijn een familie van kevers (Coleoptera) in de onderorde van de Polyphaga.